# Ауди Фийлд
„Ауди Фийлд“ е футболен стадион във Вашингтон, САЩ. Това е домакинският стадион на „Ди Си Юнайтед“ от МЛС. Стадионът има капацитет от 20 000 места.
Стадионът ще бъде домакин на мачове по време на Световното клубно първенство по футбол през 2025 г.